# Ponton Galéria
A Ponton Galéria a Moholy-Nagy Művészeti Egyetem galériája, amely Budapest I. kerületében található a Batthyány utca 65 szám alatt. 
Iparművészeti kiállításokat és konferenciákat szervez.

## Története
A Ponton Galéria elődje a Magyar Iparművészeti Egyetem hivatalos kiállítótere, a Tölgyfa Galéria volt. Kiemelkedő kiállításai között szerepelt a Kortárs lengyel ékszer (1995–2005), a Jubileumi nagymosás című és a Képző- és Iparművészeti Szakközépiskola tanulmányi versenyének tárlata.

## Munkatársai
- Halasi Rita Mária, galériaigazgató
- Fövényi Sándor, technikai asszisztens
- Balogh Wanda Alida, kommunikációs asszisztens